# Ingemar Lundström
Ingemar Lundström (Skellefteå, Suécia, 9 de maio de 1941) é um engenheiro sueco. É professor de física aplicada da Universidade de Linköping.